# 平山石礦場

1973年平山石礦場的鳥瞰圖

平山石礦場，位於香港九龍東部觀塘區的平山，當年由石礦商高銘勳經營，為全港最後一個以許可證形式經營的石礦場。此礦場於1974年因建造橫越石礦場以西山脊的地鐵觀塘綫隧道而關閉，原址現已發展為彩盈邨及部分彩德邨。

## 歷史

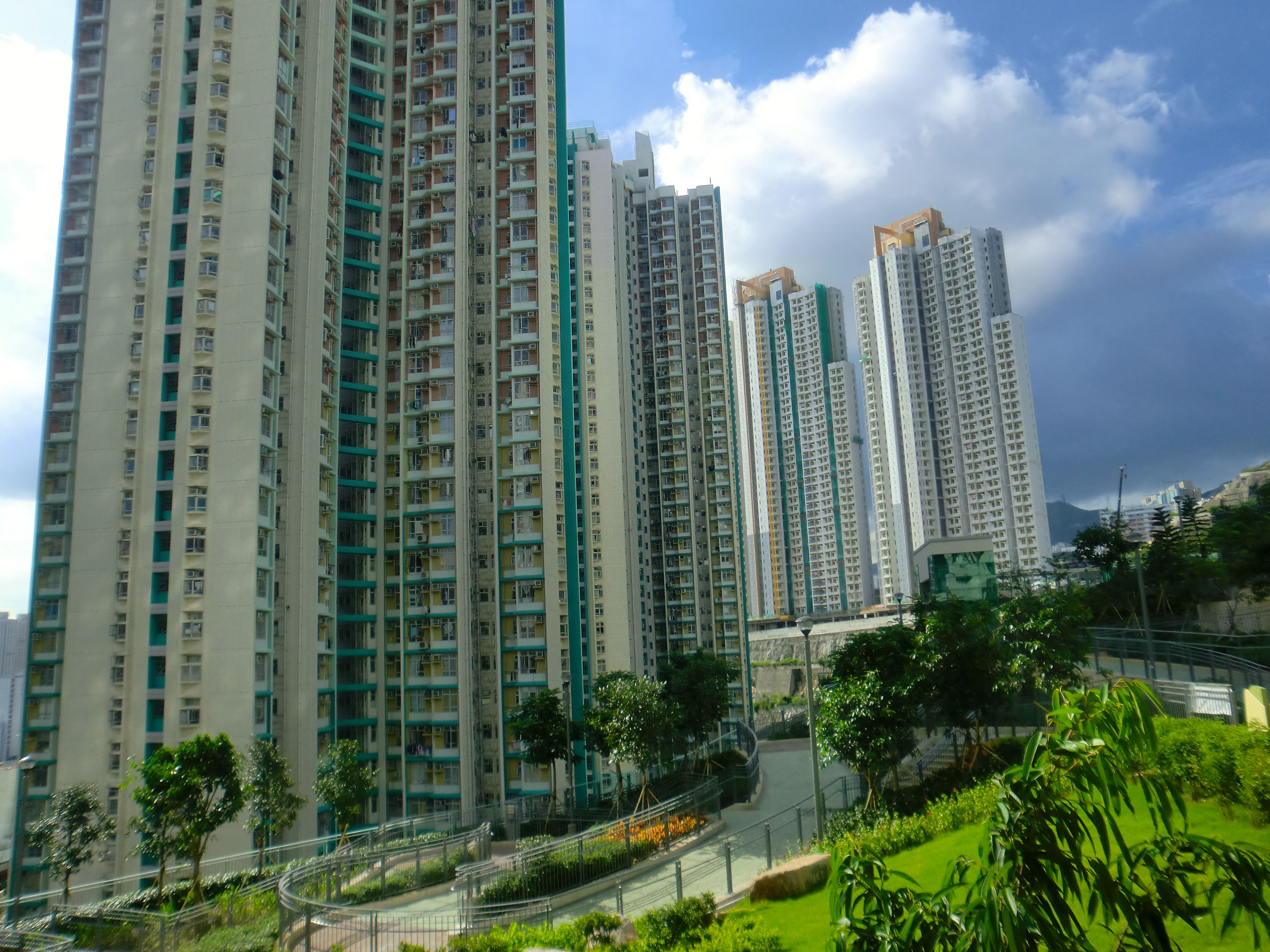
公共屋邨及旁邊的彩禧路公園

香港於1980年代前，石材供應都由本地石礦場提供，應用於各項建築基建。花崗岩為香港最常見的岩石，不少採礦場都以花崗岩為主，而平山石礦場是其中之一。平山石礦場所採石頭主要用於本地。
1974年，石礦場因建地鐵關閉後一直被丟空，直至2001年政府開展《彩雲道及佐敦谷毗鄰的發展計劃》。由於當年石礦場舊址無人看管，加上土地未經適當平整，因此不時有小童因誤闖舊平山石礦場而遇上意外。
而在約1990年代，平山石礦場用地曾暫時改作建造業訓練局的訓練場，直到2001年爆破工程展開為止。
2001年，為配合發展計劃，地盤以爆破方式平整，直至2007年完成工程。同時政府亦於2002年決定原址連同毗鄰用地發展為公共房屋，現在已經是彩盈邨、彩德邨及彩福邨。房屋署於2005年研究在屋邨旁建成一個大型公園，設計了以岩石公園為主題的彩榮路公園及彩禧路公園，分別於2010年及2009年啟用。

## 修復過程

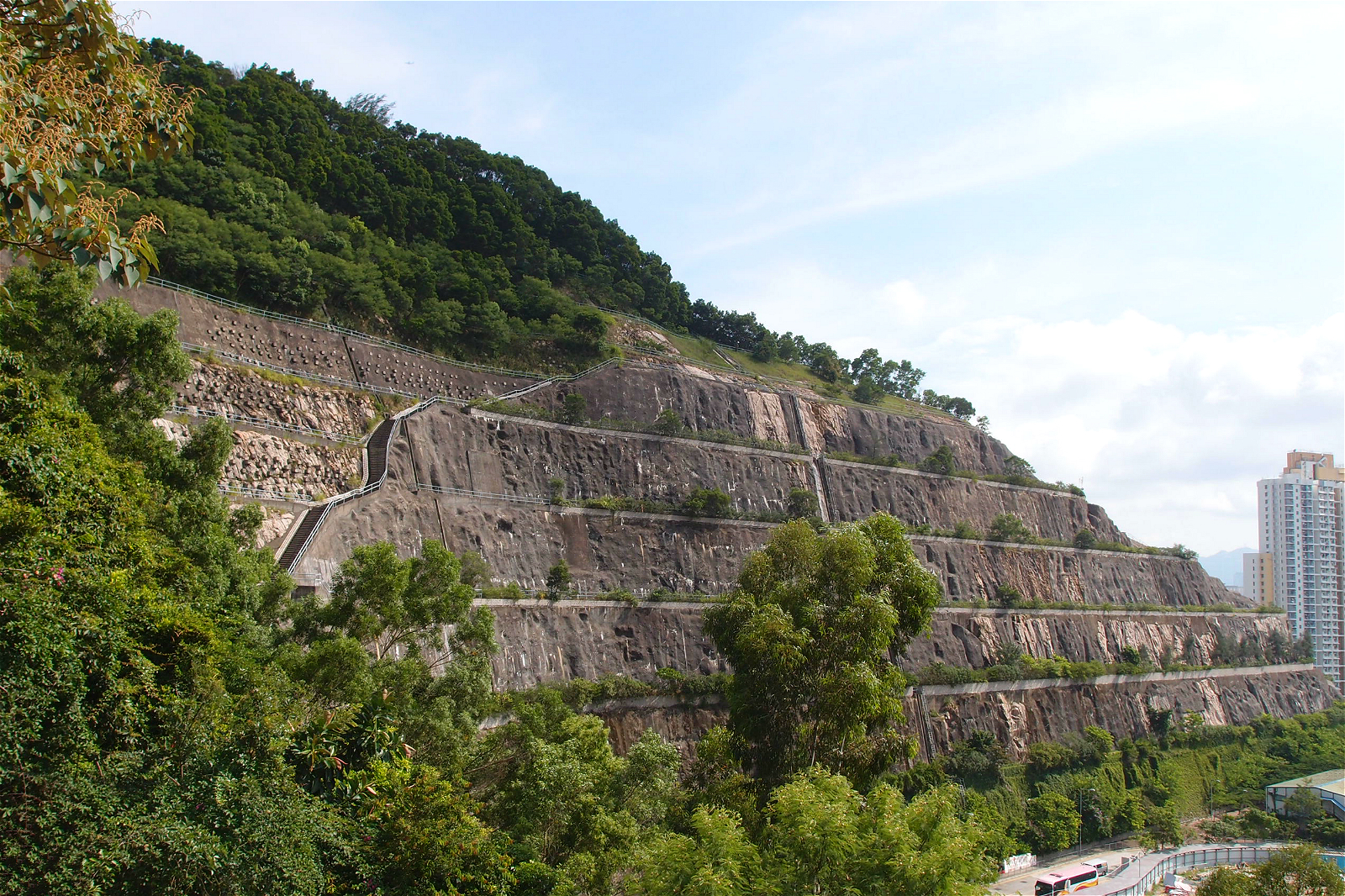
石礦場改建後仍保留以前的梯級地形

前身為石礦場的原址需改建成公園，但以前採礦的地基缺乏表土層，地質貧瘠，難以栽種植物。
改建過程當中需作出復修工程：包括移去岩石面層900毫米的基石，再回填風化花崗岩及土壤改良劑，形成岩石上的表土層後以方便種植。
為配合岩石公園為主題，公園步行徑旁亦設有香港地貌岩石保育協會協助裝設的資訊板，介紹此處曾開採的花崗岩成分、形態等知識。